# Восставший из ада (альбом)
«Восставший из ада» — останній, дванадцятий (тринадцятий) альбом гурту «Сектор Газа», який був випущений 18 жовтня 2000 року, вже після смерті лідера і вокаліста гурту Юрія Клинських.
На цьому альбомі Хой продовжив жанрові експерименти: на альбомі присутні репкор («Свадьба») та реп («Истребители вампиров»). Найбільшу популярність з пісень альбому отримала балада «Демобилизация», яка ротировалась на «Русском Радио».

## Список композицій
1. «Демобилизация»
2. «Свадьба»
3. «Рога»
4. «Сельский туалет»
5. «Грязная кровь»
6. «Любовь загробная»
7. «Чёрный вурдалак»
8. «Истребители вампиров»
9. «Сожжённая ведьма (жертвам средневековой инквизиции посвящается…)»
10. «Ночь страха»
11. «Мёртвый в доме»
12. «Святая война»
13. «Восставший из ада»

## Музиканти

### Студійний склад гурту
- Юрій Клинських (Хой) — автор пісень, лідер-вокал, бек-вокал, ритм-гітара, клавішні, а також аранжування, продюсування, програмування, запис та зведення (11)
- Ігор Жирнов (гурт «Рондо») — лідер-гітара
- Василь Дронов (гурт «Монгол Шуудан») — бас-гітара
- Ігор Анікеєв — клавішні (13)
- Андрій Дельцов — запис та зведення
- Валерій Таманов — запис та зведення (1)

### Концертний склад гурту
- Юрій Клинських — вокал
- Вадим Глухов — гітара
- Ігор Анікеєв — ритм-секція, клавишні

## Інформація
- Запис: січень-квітень 2000 року
- Фото: Олександр Гузнін
- Дизайн альбому: Дмитро Самборський